# Bayang, Chongqing
Bayang (kinesiska: 巴阳) är en köping i sydvästra Kina. Den ligger i Yunyang härad i storstadsområdet Chongqing, omkring 250 kilometer nordost om det centrala stadsdistriktet Yuzhong. Antalet invånare är 10 840. Befolkningen består av 5 417 kvinnor och 5 423 män. Barn under 15 år utgör 19,0 %, vuxna 15-64 år 63 %, och äldre över 65 år 17,0 %.